# Südafrikanische Fußballnationalmannschaft der Frauen/Olympische Spiele
Der Artikel beinhaltet eine ausführliche Darstellung der südafrikanischen Fußballnationalmannschaft der Frauen bei den Olympischen Sommerspielen. Südafrika konnte 2012 erstmals am Turnier der Frauen bei den Olympischen Spielen teilnehmen und sich auch für 2016 wieder qualifizieren.

## Die Nationalmannschaft bei den Olympischen Spielen

### Übersicht
| Olympische Spiele in | Teilnahme bis …    | Gegner                     | Ergebnis | Trainer/in        | Bemerkungen und Besonderheiten |
| -------------------- | ------------------ | -------------------------- | -------- | ----------------- | --- |
| Atlanta 1996         | nicht qualifiziert |                            |          |                   | Als Zweite der Afrikameisterschaft 1995 nicht für die WM 1995 qualifiziert und daher ohne Chance sich für die Olympischen Spiele zu qualifizieren.                                    |
| Sydney 2000          | nicht qualifiziert |                            |          |                   | Durch das Vorrundenaus bei der Afrikameisterschaft 1998 war die Mannschaft nicht für die WM 1999 qualifiziert und daher ohne Chance sich für die Olympischen Spiele zu qualifizieren. |
| Athen 2004           | nicht qualifiziert |                            |          |                   | In der Qualifikation an Nigeria gescheitert. |
| Peking 2008          | nicht qualifiziert |                            |          |                   | In der Qualifikation an Nigeria und Ghana gescheitert, das seinerseits im interkontinentalen Playoff an Brasilien scheiterte.                                                         |
| London 2012          | Vorrunde           | Japan, Kanada, Schweden    | –        | Mkhonzana Mkhonza | Als Gruppenletzter ausgeschieden, Remis gegen Weltmeister Japan |
| Rio de Janeiro 2016  | Vorrunde           | Brasilien, China, Schweden | –        | Vera Pauw         | Als Gruppenletzter ausgeschieden, Remis gegen Gastgeber Brasilien |
| Tokio 2020           | nicht qualifiziert |                            |          |                   | In der 2. Runde der Qualifikation an Botswana nach zwei torlosen Remis im Elfmeterschießen gescheitert.                                                                               |
| Paris 2024           | nicht qualifiziert |                            |          |                   | In der 4. Runde der Qualifikation an Nigeria gescheitert. |

## Die Turniere

### Olympia 1996 in Atlanta
Für das erste olympische Fußballturnier der Frauen waren neben Gastgeber USA nur die weiteren sieben besten Mannschaften der WM 1995 bzw. Brasilien für die nicht startberechtigten Engländerinnen qualifiziert. Da Südafrika bei der inoffiziellen Afrikameisterschaft 1995, die als Qualifikation für die WM diente nur den zweiten Platz belegte und sich nur der Afrikameister für die WM qualifizierte, hatte die Mannschaft keine Möglichkeit, sich dort für die Olympischen Spiele zu qualifizieren.

### Olympia 2000 in Sydney
Für das zweite olympische Turnier konnten sich die Südafrikanerinnen auch nicht qualifizieren. Sie waren bereits in der Vorrunde der ersten offiziellen Afrikameisterschaft 1998 gescheitert und da neben dem Gastgeber Australien wieder nur die sieben besten Mannschaften der WM 1999 für die Olympischen Spiele qualifiziert waren, konnte sich Südafrika erneut nicht für die Olympischen Spiele qualifizieren.

### Olympia 2004 in Athen
Für die Spiele 2004 hatte sich auch Kapstadt beworben, war aber in der 3. Runde der Abstimmung über die Vergabe ausgeschieden. Für das dritte olympische Frauenfußballturnier wurden den Kontinentalverbänden erstmals Startplätze zugeteilt, die diese in speziellen Qualifikationen verteilten. In Afrika wurde diese in vier Runden mit Hin- und Rückspielen ausgetragen. Südafrika musste erst in der zweiten Runde der Qualifikation eingreifen und gewann mit 13:0 und 13:1 gegen Namibia. In der dritten Runde spielten sie gegen Angola und gewannen das Heimspiel mit 6:2, so dass sie im zweiten Spiel ein 2:3 verkraften konnten. Im Finale spielten sie zunächst daheim gegen Nigeria und mussten sich mit einem 2:2 zufriedengeben. Das Rückspiel in Nigeria wurde zweimal um je zwei Tage verschoben, da einige südafrikanische Spielerinnen an Malaria oder einer Lebensmittelvergiftung erkrankt waren, und als es dann stattfand, wurde mit 0:1 verloren.

### Olympia 2008 in Peking
Für das Turnier in Peking mussten sich die Südafrikanerinnen diesmal in einer über drei Runden laufenden Qualifikation qualifizieren. In der ersten Runde trafen sie auf Äquatorialguinea und verloren auswärts mit 1:2. Mit einem 4:2-Sieg im Heimspiel zogen sie dann in die zweite Runde ein. In dieser gewannen sie gegen Simbabwe mit 2:1 und 3:2. Die dritte Runde sollte zwischen vier Mannschaften im Jede-gegen-Jede-Modus mit Hin- und Rückspielen ausgetragen werden. Da Äthiopien aber nach dem ersten Spiel gegen Ghana zurückzog, verblieb neben Ghana nur noch Nigeria als Gegner. Südafrika verlor alle vier Spiele und verpasste damit erneut die Qualifikation.

### Olympia 2012 in London
Die Teilnahme am Turnier in London war dann eine Überraschung. Beim wieder über vier Runden laufenden Qualifikationsturnier setzten sie sich erstmals durch. Dabei hatten sie in der ersten Runde ein Freilos und gewannen in der zweiten Runde mit 2:1 und 3:0 gegen Sambia. In der dritten Runde benötigten sie das Glück im Elfmeterschießen, denn die Spiele gegen Tunesien endeten jeweils 1:0 für die Heimmannschaft, aber Südafrika gewann das Elfmeterschießen in Tunesien mit 6:5. In der finalen Runde trafen sie auf Äthiopien und gewannen das Heimspiel mit 3:0, sodass das 1:1 im Rückspiel zur Qualifikation reichte. Die Frauen aus Südafrika hatten sich damit erstmals für ein interkontinentales Turnier qualifiziert. Zuvor waren sie nur zweimal (2009 und 2011) zum Zypern-Cup eingeladen gewesen, wo sie nur ein Spiel gewonnen hatten.
Beim Turnier im Vereinigten Königreich trafen sie im ersten Spiel auf Schweden und verloren mit 1:4, wobei Portia Modise nur das zwischenzeitliche 1:3 gelang. Auch gegen Kanada verloren sie mit drei Toren Differenz, konnten diesmal aber selber kein Tor erzielen. Im letzten Spiel gegen Weltmeister Japan gelang dann mit einem torlosen Remis ein Achtungserfolg. Als Gruppenletzte schieden sie dennoch aus.

### Olympia 2016 in Rio de Janeiro
Für das Turnier in Rio de Janeiro konnte sich Südafrika, das seit von März 2014 Vera Pauw trainiert wird, ebenfalls wieder qualifizieren, nachdem sie als Vierter der Fußball-Afrikameisterschaft der Frauen 2014 die WM 2015 knapp verpasst hatten. Beim wieder über vier Runden laufenden Turnier hatten sie erneut ein Freilos in der ersten Runde und gewannen in der zweiten Runde mit 3:2 und 5:0 gegen Gabun. In der dritten Runde gewannen sie zweimal mit 1:0 gegen Kenia. In der finalen Runde erreichten sie im Heimspiel gegen Äquatorialguinea nur ein torloses Remis, gewannen das Rückspiel aber mit 1:0. Die Südafrikanerinnen wurden in die Gruppe mit Gastgeber Brasilien gelost und trafen zudem auf China und wie 2012 zum Turnierauftakt auf Schweden. Mit einer 0:1-Niederlage gegen die Schwedinnen und einem 0:2 gegen China hatten die Südafrikanerinnen keine Chance mehr sich für das Viertelfinale zu qualifizieren. Gegen Gastgeber Brasilien, der bereits für das Viertelfinale qualifiziert war und einige Stammspielerinnen schonte, sprang dann noch ein torloses Remis heraus.

### Olympia 2020 in Tokio
Für das Turnier in Tokio konnte sich Südafrika, das 2019 erstmals an der WM teilgenommen hatte, dann nicht qualifizieren. In der diesmal über fünf Runden geführten Qualifikation mussten sie erst in der zweiten Runde antreten. Hier trafen sie auf Botswana und verloren nach zwei torlosen Spielen mit 2:3 im Elfmeterschießen.

### Olympia 2024 in Paris
In der Qualifikation musste Südafrika erst in der zweiten Runde eingreifen, da die Viertelfinalteilnehmer des Afrika-Cup der Frauen 2022 für diese Runde direkt qualifiziert waren. Südafrika konnte sich gegen die Demokratische Republik Kongo nach einem 1:1 in Kinshasa durch einen 2:0-Sieg in Johannesburg durchsetzen. In der dritten Runde wurde Tansania auswärts mit 3:0 und daheim mit 1:0 besiegt. In der vierten Runde verloren sie in Abeokuta mit 0:1 gegen Rekordafrikameister Nigeria und kamen in Pretoria nur zu einem torlosen Remis, sodass Südafrika die Spiele in Paris verpasst.

## Statistiken

### Bilanz gegen die Olympiasieger bei Olympischen Spielen
- USA: 0 Spiele
- Norwegen: 0 Spiele
- Deutschland: 0 Spiele
- Kanada: 1 Spiel – 1 Niederlage – 0:3 Tore

## Spiele
Südafrika bestritt bisher sechs Spiele bei den Olympischen Spielen. Davon wurden vier verloren und zwei endeten Remis. Kein Spiel ging in die Verlängerung.
Die Südafrikanerinnen spielten einmal gegen den Gastgeber, nie gegen den späteren Olympiasieger oder den Titelverteidiger. Nur gegen Schweden spielten sie bisher zweimal.
Südafrika spielte bisher gegen Mannschaften aus drei anderen Konföderationen aber nur gegen einen Meister, den aus Nord- und Mittelamerika. 2016 kam es zudem zu einer Begegnung mit dem Südamerikameister. Südafrika traf zudem auf den amtierenden Weltmeister.
Die meisten Spiele bestritten vier Spielerinnen, die in den sechs bisherigen Spielen zum Einsatz kamen. Das einzige Tor erzielte die nicht mehr aktive Afrikas Rekordnationalspielerin Portia Modise.
| Nr. | Datum      | Ergebnis | Gegner              | A/H/* | Austragungsort       | Anlass   | Bemerkung                                          |
| --- | ---------- | -------- | ------------------- | ----- | -------------------- | -------- | -------------------------------------------------- |
| 1   | 25.07.2012 | 1:4      | Schweden            | *     | Coventry (GBR)       | Vorrunde | Erstes Spiel und höchste Niederlage gegen Schweden |
| 2   | 28.07.2012 | 0:3      | Kanada              | *     | Coventry (GBR)       | Vorrunde | Höchste Niederlage gegen Kanada                    |
| 3   | 31.07.2012 | 0:0      | Japan*              | *     | London (GBR)         | Vorrunde | Erstes Spiel gegen Japan                           |
| 4   | 03.08.2016 | 0:1      | Schweden            | *     | Rio de Janeiro (BRA) | Vorrunde |                                                    |
| 5   | 06.08.2016 | 0:2      | Volksrepublik China | *     | Rio de Janeiro (BRA) | Vorrunde |                                                    |
| 6   | 09.08.2016 | 0:0      | Brasilien           | A     | Manaus (BRA)         | Vorrunde | Erstes Spiel gegen Brasilien                       |

Anmerkung: Die fett gesetzte Mannschaft war zum Zeitpunkt des Spiels Kontinentalmeister, die mit „*“ markierte Mannschaft war Weltmeister.

## Negativrekorde
- Die meisten Spiele in Folge ohne Torerfolg: Südafrika und Kolumbien (2012–2016) je 5